# Facing Finance
Die Nichtregierungsorganisation Facing Finance ist ein gemeinnütziger Verein mit Sitz in Berlin. Er setzt sich nach eigenen Aussagen für einen „verantwortungsbewussten“ Umgang mit finanziellen Ressourcen ein und fordert Investoren, Finanzdienstleister und Bank- und Versicherungskunden auf, nicht in Unternehmen zu investieren, welche Menschenrechte und Umweltschutz missachten oder von Korruption und der Herstellung völkerrechtswidriger Waffen profitieren.

## Tätigkeit
Facing Finance e. V. veröffentlicht jährlich den Dirty Profits Report, in welchem Menschenrechtsverletzungen, Korruption und Umweltzerstörung bei global agierenden Unternehmen untersucht und die Finanzbeziehungen dieser Unternehmen zu vornehmlich deutschen Banken aufgedeckt werden.
Die NGO betreibt das Portal Faire-Fonds.info zum Vergleich von Fonds großer Anbieter wie Allianz, Deka, DWS und Union Investment, das über Beteiligungen unter anderem von Rüstungs- oder Mineralölkonzernen informiert. Das Projekt wurde in Kooperation mit der Verbraucherzentrale Nordrhein-Westfalen entwickelt und von der Stiftung Umwelt und Entwicklung sowie Brot für die Welt unterstützt.
Zusammen mit Rank a Brand, Südwind und der Verbraucherzentrale Bremen ist Facing Finance e. V. Teil der Initiative Fair Finance Guide International, welche in acht Ländern aktiv ist und die Richtlinien von Banken nach ethischen Kriterien analysiert und bewertet. Die Richtlinienanalyse wird dabei auch einem Praxischeck unterzogen, welcher Unterschiede zwischen den Selbstverpflichtungen der Banken und ihrem tatsächlichen Handeln aufdeckt. Die Banken werden anhand von 280 Kriterien geprüft und in eine Rangliste eingeordnet. Der Fair Finance Guide wurde vom Rat für nachhaltige Entwicklung im Rahmen der Initiative „Nachhaltiger Warenkorb“ 2018 für Verbraucher empfohlen, und von Stiftung Warentest Finanztest 2021 aufgegriffen.
Facing Finance ist Teil der Campaign to Stop Killerrobots.

## Trivia

### Konflikt mit Glencore
Im Mai 2017 geriet Facing Finance e.V. in Konflikt mit dem Schweizer Bergbaukonzern Glencore. Facing Finance e. V. hat gemeinsam mit Misereor und Red Sombra Observadores de Glenocore eine Studie herausgegeben, welche Glencores Unternehmenstätigkeiten kritisiert und dem Konzern Menschenrechtsverletzungen, Korruption und Umweltverschmutzung vorwirft. Am 17. Mai 2017 gab Facing Finance e. V. mit Misereor im Vorfeld der Aktionärsversammlung der Deutschen Bank eine Presseerklärung heraus. In dieser wird dazu aufgerufen, Kredit- und Investitionsgeschäfte mit Konzernen wie Glencore einzustellen, da ihnen nachweislich Menschenrechtsverletzungen, Umweltverschmutzung, Korruption und Steuervermeidung vorgeworfen werden.
Glencore sah dies zum Anlass, die NGO Facing Finance mithilfe einer Klagedrohung unter Berufung auf das Schweizer Wettbewerbsrecht aufzufordern, die Presseerklärung zu revidieren. Facing Finance nahm daraufhin die Presseerklärung von der Website, aus der Sorge, sich einen möglichen langwierigen und kostspieligen Prozess mit Glencore nicht leisten zu können.
Die Parteien vereinbarten aber ein Treffen, um den Fall zu besprechen.
Auch das ZDF Heute Journal berichtete über diesen Fall.